# Björkö (Väddö)
Björkö es una isla sueca situada en el archipiélago de Estocolmo, en el mar Báltico. Actualmente se encuentra unida a la isla Väddö.